# Hals (by)
 For alternative betydninger, se Hals (flertydig). (Se også artikler, som begynder med Hals)
Hals er en mindre havne- og turistby i Vendsyssel med 2.437 indbyggere  (2025), beliggende i Hals Sogn ved Limfjordens udmunding i Kattegat, 31 kilometer øst for Aalborg og syv kilometer syd for nærmeste by Hou. Hals har desuden færgeforbindelse til Egense på fjordens sydside. Byen ligger i Region Nordjylland og hører til Aalborg Kommune.

## Historie
Hals nævnes i islandske sagaer (Snorre Sturlasons Heimskringla og Olav Tryggvasons saga) i forbindelse med stedets placering ved indsejlingen til Limfjorden som Halsi (her forstået som en indsnævring – af fjorden og ikke nødvendigvis en bebyggelse). Det fortælles, at den norske konge Harald Gråfeld blev lokket til fredsmøde ved Hals af Harald Blåtand, i en konspiration med den norske jarl i Trøndelag, Håkon jarl.Guld-Harald, søn af Knud Danaast og sønnesøn af Gorm den Gamle, var vendt hjem til Danmark fra vikingetogt med krav om halvparten af Danevældet som sin arvepart; men det huede ikke hans farbror, Harald Blåtand, som ikke ville dele sit rige med nogen. I stedet for blev Guld-Harald lovet halvparten af Norge som onklens lydkonge, hvis bare han først tog livet af en tredje Harald, nemlig Harald Gråfeld, der sad med magten over Vestlandet og Trøndelag efter at have brændt Sigurd jarl inde. Harald Gråfeld gik med på at komme sydpå til et møde ved Limfjorden. Men da han sommeren 970 ankom Hals, blev han overfaldet og dræbt af Guld-Harald, der havde rustet ni skibe til vikingefærd - og derefter selv blev forrådt af Håkon jarl, der var ankommet med tolv skibe, og nu lod Guld-Harald gribe og klynge op i galgen. Sådan fik Harald Blåtand genvundet sin magt i Norge. Håkon jarl på sin side havde hævnet Sigurd jarl; dertil blev Håkon jarl belønnet med stillingen som Harald Blåtands vasal i Norge. - Et par kilometer nord for Hals, i Winthers Plantage, er opført en høj, der kaldes Guld-Haralds Høj. En udgravning, udført af Nationalmuseet i 1886 under ledelse af museumsinspektør Vilhelm Boye, bragte dog intet guld frem i dagens lys; men man fandt en mængde knogler og spor efter tidligere forsøg på at finde en skat i højen. Man mente, at Guld-Harald var begravet i højen, men fandt ingen spor efter dette.
I 1191 blev den danske korsfarerflåde samlet ved Hals før afsejlingen til det 3. korstog. Det var dog kun tale om fem skibe med fem høvdinger og deres følge om bord. Fra Hals gik færden til Læsø. 
I forlængelse af Hærordningen 1614 blev der etableret permanent militær tilstedeværelse i Hals; allerede før 1621 var en kaptajn stationeret med en gård i byen. I forbindelse med Kejserkrigen besluttede Christian 4. og Rigsrådet i 1625, at der skulle etableres en befæstning:63. Det er uklart, om man nåede at etablere noget, før Nordjylland i oktober 1627 blev besat af kejserlige tropper og Hals fungerede som kvarterområde:68, 81. Da tropperne forlod Nordjylland i juni 1629, efterlod de fæstningsværker rettet mod den danske trussel:68.
I forbindelse med Karl Gustav-krigen var Hals under svensk besættelse. Hals var et af de vigtigste overfartssteder i Limfjorden, og herfra kunne indsejlingen nemt kontrolleres; men byen fik først sine købstadsrettigheder i 1656, og den er i dag en af Danmarks mindste købstæder. Købstadsrettighederne blev aldrig reelt udført i praksis, da Hals Skanse kort tid efter blev besat (af svenskerne) og gjort ukampdygtig; og med protester fra de magtfulde Ålborg-købmænd blev planen aldrig gennemført. Men nogle holder stadig standhaftigt fast ved drømmen.
Omkring 1855 beskrives Hals således: "Byen eller Flækken Hals, beliggende ved Liimfjorden, hvori Kirken, Præstegaard, Skole med 2 Lærere, 5 Kjøbmænd, flere Haandværkere, 2 Gjæstgiverier, en Skibsbro (paa hvis Brohoved brænder en Lygte 25 Fod over Vandfladen), Lodsstation, Toldkontrol, Færgefart til den sydlige Liimfjordbred ved Egense, en Vindmølle." 
Hals havde i 1801 643 indbyggere, i 1840 790 indbyggere, i 1860 884 indbyggere, i 1870 837 indbyggere, i 1880 1.041 indbyggere. 
I 1875 beskrives byen således: "Byen eller Flækken Hals. beliggende ved Liimfjorden, hvori Kirken, Præstegaard, Skole med 2 Lærere og flere mindre private Skoler, 6 Kjøbmænd, flere Haandværkere, 2 Gjæstgiverier, en Skibsbro (paa hvis østligste Brohoved paa en Pæl er anbragt et Fyr af 6te Orden, 31 Fod over dagligt Høivande, med Lysvidde 2½ Miil), Lodsstation, Toldcontrol, Telegraphstation, Færgefart til den sydlige Liimfjordbred ved Egense, en Veirmølle".
I 1901 beskrives byen således: "Hals — 1. Feb. 1890: 148 Huse og 824 Indb. (1801: 643, 1840: 790, 1860: 884, 1880: 1041) —, en købstadlignende Landsby ved Indløbet til Limfjorden, med Kirke, Præstegd., Skole med 2 Lærere, Realskole (opr. 1883), Fattiggaard (opr. 1874, Plads for 30 Lemmer), Syge- og Epidemihus (opf. 1895, to Bygninger med 8 + 10 Senge), Lægebolig, Sparekasse (opr. 13/4 1870; 31/3 1898 var Sparernes Tilgodehav. 100,513 Kr., Rentef. 3 3/5 pCt., Reservef. 11,126 Kr., Antal af Konti 580), Markedsplads (Marked i Sept.), Købmandsforretninger, Andelsmejeri, Mølle, Haandværkere, 2 Gæstgiverier, Anløbsbro, ved hvis Yderende der er en lille Havn (ved Broens Yderende er der 13-14, i Havnen 8 F. Vand; ved Havnen er der paa Broens Vestside et rødt, fast Havnefyr, Flammens Højde 40 F., paa Brohovedet et Vinkelfyr, Flammens Højde 15 F.; om Broen og Havnen, der ejes af Aalborg Kommune), Færgested med Overfart til Egense i Mov Sogn, Lodser — der lodse til Aalborg over Hals Barre, mod N. til Frederikshavn og mod S. til Store- og Lille Bælt —, Toldkontrolsted, Telefonstation samt Postkontor".
Mod slutningen af anden verdenskrig var der udstationeret mere end 600 tyske soldater i Hals, og da befrielsen blev annonceret 5. maj 1945, ville disse soldater ikke acceptere nederlaget, så de ville ikke overgive sig, med mindre det var til en anden militær enhed. De ganske få modstandsfolk i byen opnåede en midlertidig våbenstilstand, hvorved tyskerne lod modstandsfolkene om at opretholde lov og orden i byen. Først tolv dage senere, 17. maj, ankom en britisk enhed sammen med ledelsen af modstandsbevægelsen i Nordjylland til Hals, og tyskerne indvilligede omsider i at kapitulere.
Befolkningsudviklingen i Hals: byen havde i 1901 838 indbyggere, i 1906 858, i 1911 941, i 1916 1.080, i 1921 1.207, i 1925 1.274, i 1930 1.247, i 1935 1.315, i 1940 1.417, i 1945 1.496, i 1950 1.546, i 1955 1.595, i 1960 1.563 indbyggere og i 1965 1.596 indbyggere. I 1930, da byen havde 1.247 indbyggere, var sammensætningen efter erhverv: 449 levede af landbrug og fiskeri, 264 af industri og håndværk, 123 af handel, 122 af transport, 48 af immateriel virksomhed, 118 af husgerning, 108 var ude af erhverv og 15 havde ikke angivet oplysninger.

## Seværdigheder
- Skansen i Hals: Danmarks bedst bevarede enkeltskanse og er fra begyndelsen af 1600-tallet. Under 2. verdenskrig benyttede den tyske besættelseshær skansen som militært hovedkvarter fra 1943-45. Hals Museum har udstilling i Tøjhuset (fra ca. 1812, der sammen med Krudtkammeret, der er indbygget i jordvolden (opført 1676) er de eneste bevarede bygninger i Hals Skanse.
- Hvalkæben, kaldet Hvalgabet: Denne portal er et af byens vartegn (udover Hals Barre Fyr, Bent Exners skulptur "Smykket" og Hals Kirke). Oprindeligt var der tale af kæberne af en blåhval (Boryvalus) fanget i Ishavet i 1868. De blev i 1955 erstattet af en ny, da den forrige, lidt mindre, blev påkørt af en lastbil i 1953. Hvalkæberne fra 1955 er fra og med 2017 udskiftet med glasfiberafstøbninger, og de gamle er sendt til opbevaring på Danmarks naturhistoriske museum.[14]
- Skulptur af Guld Harald: På Lille Torv (hjørnet af Kongensgade og Midtergade) blev der i 2017 opsat en træskulptur af den danske kongeætling fra vikingetiden Guld Harald. Skulpturen er udført af kunstneren og træskulptøren Allan Bo Jensen. Skuplturen afløste en tidligere skulptur fra 2006, som havde stået andet steds i Hals, men som måtte nedtages grundet råd.[15]
- Strande: Nord for byen mod Hou ligger en række børnevenlige og populære badestrande.

## Personer fra Hals
- Carl Alfred Nielsen, ingeniør og modstandsmand under 2. verdenskrig. Dræbt i 1945.
- Kit Guard, født Christen Klitgaard, skuespiller i Hollywood. Hans bedstefar opstillede Hvalgabet.

## Limfjorden
Fjorden er ca. 600 meter bred ved Hals, og en færge forbinder byen med Egense i Himmerland.

## Eksterne henvisning
- Wikimedia Commons har flere filer relateret til Hals (by)
- Hals Skanse Arkiveret 1. marts 2012 hos  Wayback Machine på 1001 fortællinger om Danmark